# Villa comunale di Crotone
La villa comunale di Crotone è uno spazio verde pubblico di rilevante importanza storico-naturalistica situato nel cuore della città. Inserita nel complesso della cinta muraria del castello di Carlo V, la villa comprende i giardini ubicati in viale Regina Margherita e via Miscello da Ripe nonché lo spazio dell'ex largo Lavatoio, recentemente riqualificato.

## Storia
(Guido Piovene)
L'area occupata dall'attuale villa comunale ha origini legate alle fortificazioni della città: nel XVI secolo vi sorgeva il Bastione del Fosso del Castello, noto anche come Santa Barbara, realizzato nel 1550 per rafforzare le mura difensive. Alla base del bastione è visibile un graffito con la data "1550", che testimonia l'antico utilizzo dell'area a scopi militari. Parte delle pietre recuperate durante la demolizione delle mura furono riutilizzate per completare il Baluardo Marchese e il Torrione Toledo, quest’ultimo caratterizzato da un graffito del 1576 visibile sulle mura rivolte verso levante, in direzione della futura villa comunale.
Agli inizi del Novecento il terreno era noto come Orto di Filè ed era di proprietà della famiglia Barracco, che lo aveva acquistato per ampliare il giardino adiacente al loro palazzo in piazza Castello. La famiglia donò successivamente l'area al Comune di Crotone, permettendo la trasformazione del terreno in uno spazio pubblico. In seguito alla donazione fu realizzato il Viale della Rimembranza, dedicato ai caduti della prima guerra mondiale (1915-1918): ogni albero lungo il viale era infatti accompagnato da un'etichetta riportante il nome di un caduto.

## Progetto
La villa si estende su 14.550 m² e sono presenti al suo interno:
- un esemplare di ficus macrophylla, dichiarato albero monumentale dal Dipartimento Tutela Ambiente della Regione Calabria, ai sensi della legge 10/2013. Di circa 80 anni e quasi 15 metri di altezza, è stato iscritto nell'albo nazionale degli alberi monumentali per il suo pregio paesaggistico, naturalistico, storico e culturale[8];
- il monumento in onore di Raffaele Lucente, opera realizzata da Francesco Jerace verso la fine dell'Ottocento.